# Lantråd
Lantråd je naslov vodje regionalne vlade Alandskih otokov. Funkcija je primerljiva funkciji predsednika vlade v drugih državah.
Trenutna Lantråd je Veronica Thörnroos .

## Seznam (od 1922 do danes):
- Carl Björkman (1922–1938)
- Viktor Strandfält (1938–1955)
- Hugo Johansson (1955–1967)
- Martin Isaksson (1967–1972)
- Alarik Häggblom (1972–1979)
- Folke Woivalin (1979–1988)
- Sune Eriksson (1988–1991)
- Ragnar Erlandsson (1991–1995)
- Roger Jansson (1995–1999)
- Roger Nordlund (1999–2007)
- Viveka Eriksson (2007–2011)
- Camilla Gunell (2011–2015)
- Katrin Sjögren (2015–2019)
- Veronica Thörnroos (2019 – danes)